# ناحیه کیانکوانزی
ناحیه کیانکوانزی (به لاتین: Kyankwanzi District) یک منطقهٔ مسکونی در اوگاندا است که در استان مرکزی، اوگاندا واقع شده‌است. ناحیه کیانکوانزی ۱۸۲٬۹۰۰ نفر جمعیت دارد و ۱٬۲۰۰ متر بالاتر از سطح دریا واقع شده‌است.